# Manuel Cerda Canela
Manuel Cerda Canela (Jiquilpan; 19 de abril de 1945) es un exfutbolista mexicano que jugaba como delantero. Posteriormente fue entrenador de equipos mexicanos, entre ellos el Querétaro en 1993.

## Selección nacional
Debutó con la selección de México en la derrota ante Guatemala en el Campeonato de Naciones de la Concacaf de Honduras 1967, el 10 de marzo, que significaría el título para Guatemala. Antes había estado en los X Juegos Centroamericanos y del Caribe, ganando el oro.

### Participaciones en Campeonatos Concacaf
| Copa                                          | Sede     | Resultado  | Part. | Goles |
| --------------------------------------------- | -------- | ---------- | ----- | ----- |
| Campeonato de Naciones de la Concacaf de 1967 | Honduras | Subcampeón | 4     | 1     |

## Clubes
| Club              | País   | Año       |
| ----------------- | ------ | --------- |
| Poza Rica         | México | 1962-1966 |
| Toluca            | México | 1966-1971 |
| Zacatepec         | México | 1971-1975 |
| Veracruz          | México | 1975-1976 |
| Atlético Potosino | México | 1976-1978 |
| Atlas             | México | 1978-1979 |

## Palmarés

### Títulos nacionales
| Título                      | Equipo    | País   | Año     |
| --------------------------- | --------- | ------ | ------- |
| Copa de la Segunda División | Poza Rica | México | 1962-63 |
| Copa de la Segunda División | Poza Rica | México | 1963-64 |
| Primera División            | Toluca    | México | 1966-67 |
| Campeón de Campeones        | Toluca    | México | 1966-67 |
| Primera División            | Toluca    | México | 1967-68 |
| Campeón de Campeones        | Toluca    | México | 1967-68 |

### Títulos internacionales
| Título                           | Equipo (*)     | País       | Año  |
| -------------------------------- | -------------- | ---------- | ---- |
| Juegos Panamericanos             | México amateur | Winnipeg   | 1967 |
| Copa de Campeones de la Concacaf | Toluca         | Nueva York | 1968 |

(*) Incluyendo la selección.